# Fulfirst
Der Fulfirst ist ein Berg der Alviergruppe in den Appenzeller Alpen.
Der Fulfirst hat zwei Gipfel. Der Gross Fulfirst ist 2383 m ü. M. hoch, der Chli Fulfirst 2368 m ü. M. Der Berg liegt zwischen dem Seeztal im Süden und dem St. Galler Rheintal im Osten.
Über den Gipfel des Gross Fulfirst verläuft die Grenze zwischen den Gemeinden Walenstadt und Sevelen, über den Gipfel des Chli Fulfirst die Grenze zwischen Grabs und Sevelen.